# Universität Triest

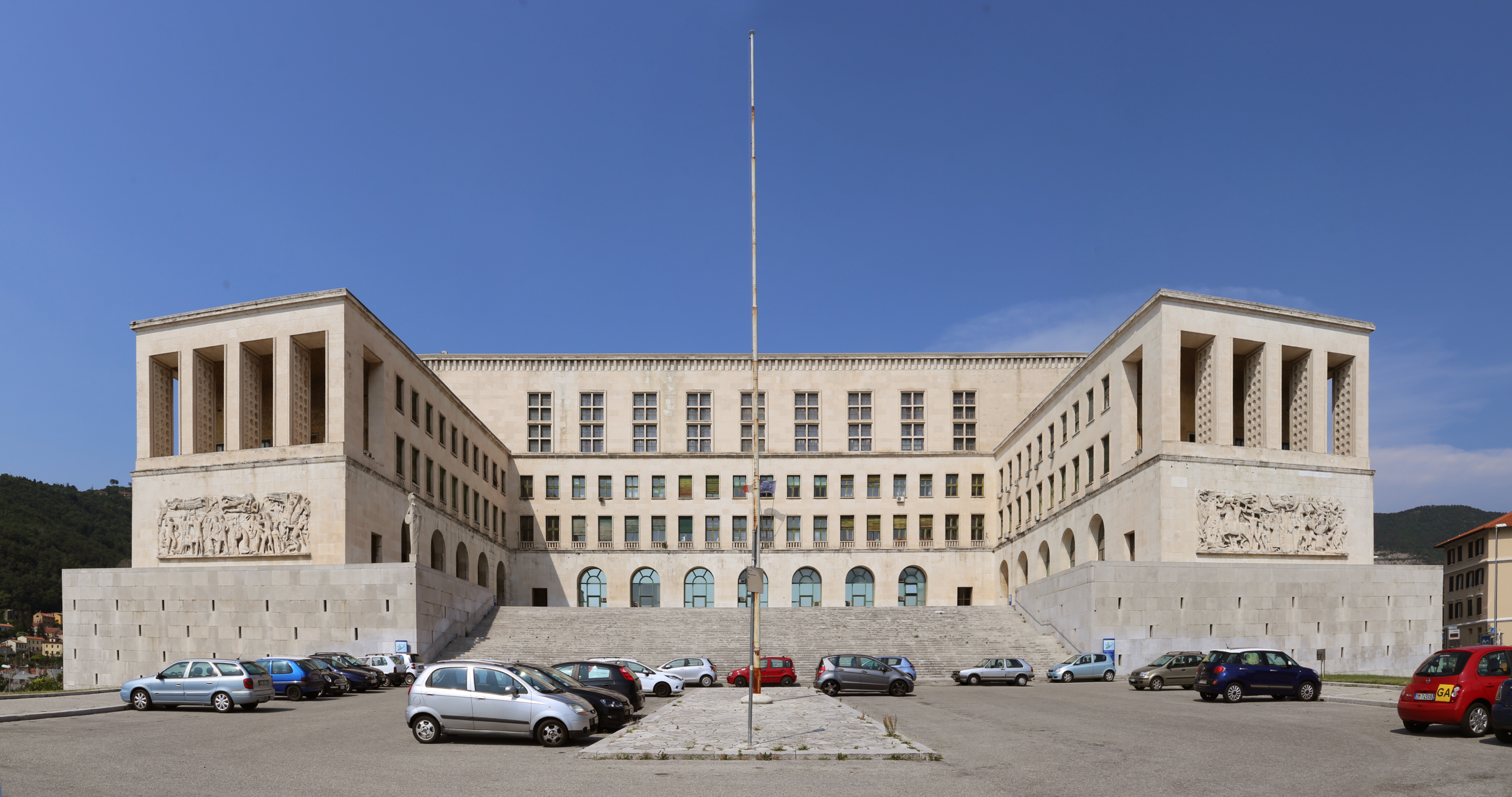
Palazzo dell’Università di Trieste. Architekten: Umberto Nordio und Raffaello Fagnoni

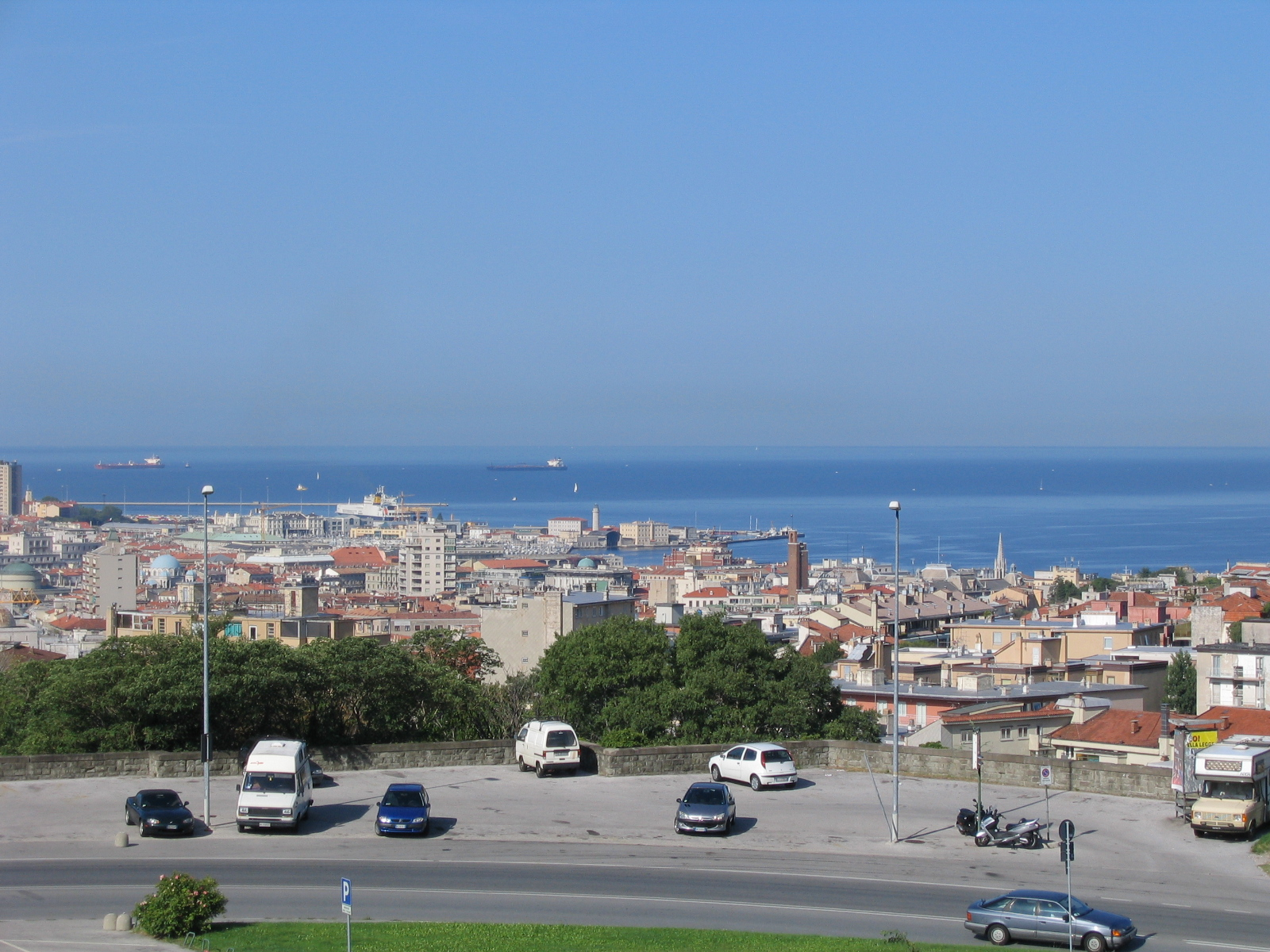
Blick vom Haupteingang auf die Stadt

Die Universität Triest (italienisch Università degli Studi di Trieste) ist die Hochschule von Triest, die im Jahre 1924 gegründet wurde. Heute umfasst die Universität zwölf Fakultäten mit 16.000 Studierenden und etwa eintausend Dozenten.

## Geschichte
Im Jahr 1877 wurde eine Handelshochschule (italienisch: Scuola Superiore di Commercio) aus dem Nachlass des Triestiner Barons Pasquale Revoltella (1795–1869) gegründet. Nachdem die k.u.k.-Monarchie die Herrschaft über Triest im Ersten Weltkrieg verloren hatte, verwandelte die italienische Regierung 1920 die Handelsschule in eine Hochschule für Wirtschafts- und Handelswissenschaften. 1924 wurde die juristische Fakultät ins Leben gerufen, die zusammen mit der Fakultät für Betriebswirtschaft die Universität Triest bildete.
Während des Zweiten Weltkrieges gründete das Professorenkollegium 1943 angesichts der Gefahr einer Aufteilung des italienischen Gebiets und der Einführung einer deutschen Militärverwaltung auf eigene Initiative die Fakultät für Philologie und Philosophie und anschließend die Fakultät für Schiff- und Maschinenbau.
Nach dem Krieg nahm man die Ausweitungstätigkeit wieder auf: 1946 wurde die Fakultät für Naturwissenschaften geschaffen; weitere Fakultäten folgten nach und nach. Heute besteht die Universität aus zwölf Fakultäten mit ca. 16.000 Studierenden (Stand: 2022) und ca. 1000 Dozenten.

### Rektoren
- 1924–1926: Alberto Asquini
- 1926–1930: Giulio Morpurgo
- 1930–1938: Manlio Udina
- 1938–1942: Giannino Ferrari dalle Spade
- 1942–1944: Mario Enrico Viora
- 1945–1946: Salvatore Satta
- 1946–1952: Angelo Ermanno Cammarata
- 1952–1958: Rodolfo Ambrosino
- 1958–1972: Agostino Origone
- 1972–1981: Giampaolo de Ferra
- 1981–1990: Paolo Fusaroli
- 1990–1997: Giacomo Borruso
- 1997–2003: Lucio Delcaro
- 2003–2006: Domenico Romeo
- 2006–2013: Francesco Peroni
- 2013–2019: Maurizio Fermeglia
- Seit 2019: Roberto di Lenarda

## Fakultäten und Institute
Es gibt über zwölf Fakultäten und Institute:
- Fakultät für Rechtswissenschaften
- Fakultät für Politikwissenschaft
- Fakultät für Wirtschaftswissenschaften
- Fakultät für Philologie
- Fakultät für Philosophie
- Fakultät für Pädagogik
- Fakultät für Medizin
- Fakultät für Mathematik
- Fakultät für Physik
- Fakultät für Pharmakologie
- Fakultät für Ingenieurwissenschaften
- Fakultät für Psychologie
- Dolmetscher- und Übersetzerinstitut

Die Fakultäten für Politikwissenschaft, Pädagogik und Ingenieurwissenschaften verfügen in Görz und Pordenone über regionale Zweiginstitute mit spezifischen Studienabschnitten und Diplomkursen.

## Persönlichkeiten
- Vinzenz Bronzin (1872–1970), Professor für Mathematik, Publikation Theorie der Prämiengeschäfte (1908)
- Bruno de Finetti (1906–1985), Professor für Mathematik
- Albert O. Hirschman (1915–2012), amerikanischer Soziologe und Volkswirt
- Stanislaus Joyce (1884–1955), Professor für englische Literatur, Bruder von James Joyce
- Gaetano Kanizsa (1913–1993), Professor für Psychologie
- Claudio Magris (* 1939), Professor für deutsche Sprache und Literatur, italienischer Schriftsteller und Übersetzer
- Mario Mirabella Roberti (1909–2002), Professor für christliche Archäologie